# Dagur B. Eggertsson
Dagur Bergþóruson Eggertsson (født 19. juni 1972) er en islandsk læge og politiker, der er borgmester i Reykjavik. Dagur er leder af Alliancen i byrådet og tidligere næstformand for partiet. Han har været borgmester siden 2014, og var tidligere borgmester i hundrede dage fra oktober 2007 til januar 2008.

## Kommunalpolitisk karriere
Dagur har siddet i Reykjavík byråd siden 2002, fra 2002 til 2006 for Reykjavíklisten, men siden da for det socialdemokratiske Alliancen. Han vandt Alliancens primærvalg i februar 2006 og har siden været partiets leder i byrådet.
Dagur var formand for byrådet i 2010-14, da Jón Gnarr var borgmester bakket op af en koalition mellem Alliancen og Det Bedste Parti. Efter Gnarrs afsked med politik i forbindelse med byrådsvalget i 2014 blev Dagur valgt til ny borgmester af en koalition mellem Alliancen, Lys Fremtid, Venstrepartiet - De Grønne og Piratpartiet.
Han har skrevet en biografi om Islands tidligere statsminister Steingrímur Hermannsson, der udkom i tre bind i 1998-2000.